# Türkiye 1. Basketbol Ligi 1988-1989
La Türkiye 1. Basketbol Ligi 1988-1989 è stata la 23ª edizione del massimo campionato turco di pallacanestro maschile. La vittoria finale è stata ad appannaggio dell'Eczacıbaşı.

## Risultati

### Stagione regolare
|     | Squadra                        | G  | V  | P  | PF    | PS    | Pt. | Qualificazione                           |
| --- | ------------------------------ | -- | -- | -- | ----- | ----- | --- | ---------------------------------------- |
| 1.  | Eczacıbaşı                     | 21 | 14 | 7  | 1.762 | 1.694 | 35  | qualificate direttamente alle semifinali |
| 2.  | Çukurova Sanayi                | 21 | 14 | 7  | 1.596 | 1.562 | 35  | qualificate direttamente alle semifinali |
| 3.  | Beslenspor                     | 21 | 13 | 8  | 1.895 | 1.755 | 34  | torneo di qualificazione per i playoffs  |
| 4.  | Efes Pilsen                    | 21 | 13 | 8  | 1.578 | 1.541 | 34  | torneo di qualificazione per i playoffs  |
| 5.  | Fenerbahçe                     | 21 | 11 | 10 | 1.444 | 1.428 | 32  | torneo di qualificazione per i playoffs  |
| 6.  | Galatasaray                    | 21 | 10 | 11 | 1.487 | 1.517 | 31  | torneo di qualificazione per i playoffs  |
| 7.  | İstanbul Teknik Üniversitesi   | 21 | 10 | 11 | 1.662 | 1.677 | 31  | torneo di qualificazione per i playoffs  |
| 8.  | Paşabahçe                      | 21 | 10 | 11 | 1.622 | 1.586 | 31  | torneo di qualificazione per i playoffs  |
| 9.  | Beykozspor                     | 21 | 9  | 12 | 1.580 | 1.614 | 30  |                                          |
| 10. | Karşıyaka                      | 21 | 9  | 12 | 1.582 | 1.613 | 30  |                                          |
| 11. | Tofaş SAS                      | 21 | 8  | 13 | 1.601 | 1.621 | 29  | retrocesse in TBL2                       |
| 12. | Büyük Salat Tekirdağ Basketbol | 11 | 0  | 11 | 494   | 695   | 7   | retrocesse in TBL2                       |

### Qualificazione ai playoff
|    | Squadra                      | G | V | P | PF  | PS  | Pt. | Qualificazione |
| -- | ---------------------------- | - | - | - | --- | --- | --- | -------------- |
| 1. | Beslenspor                   | 5 | 4 | 1 | 451 | 421 | 9   | playoffs       |
| 2. | Efes Pilsen                  | 5 | 4 | 1 | 461 | 446 | 9   | playoffs       |
| 3. | Fenerbahçe                   | 5 | 3 | 2 | 404 | 401 | 8   |                |
| 4. | Paşabahçe                    | 5 | 2 | 3 | 442 | 429 | 7   |                |
| 5. | İstanbul Teknik Üniversitesi | 5 | 1 | 4 | 410 | 424 | 6   |                |
| 6. | Galatasaray                  | 5 | 1 | 4 | 373 | 420 | 6   |                |

## Playoff
|  | Semifinali | Semifinali      | Semifinali      |                 |            | Finale     | Finale | Finale |  |
|  |            |                 |                 |                 |            |            |        |        |  |
|  | 1          | Eczacıbaşı      | 2               |                 |            |            |        |        |  |
|  | 1          | Eczacıbaşı      | 2               |                 |            |            |        |        |  |
|  | 4          | Efes Pilsen     | 0               |                 |            |            |        |        |  |
|  | 4          | Efes Pilsen     | 0               |                 | Eczacıbaşı | Eczacıbaşı | 3      |        |  |
|  |            |                 |                 |                 | Eczacıbaşı | Eczacıbaşı | 3      |        |  |
|  |            |                 | Çukurova Sanayi | Çukurova Sanayi | 1          |            |        |        |  |
|  | 2          | Çukurova Sanayi | Çukurova Sanayi | Çukurova Sanayi | 1          | 2          |        |        |  |
|  | 2          | Çukurova Sanayi |                 |                 |            |            |        |        |  |
|  | 3          | Beslenspor      | 0               |                 |            |            |        |        |  |

| Türkiye 1. Basketbol Ligi 1988-1989 |
| ----------------------------------- |
| Eczacıbaşı 8º titolo                |

## Squadra vincitrice
| N° | Naz.                   | Ruolo | Sportivo        |  | Alt. |  |
| -- | ---------------------- | ----- | --------------- |  | ---- |  |
|    | Turchia (bandiera)     |       | Saruhan Ekinci  |  |      |  |
|    | Turchia (bandiera)     | P     | Orhun Ene       |  | 188  |  |
|    | Turchia (bandiera)     | C     | Yusuf Erboy     |  | 204  |  |
|    | Turchia (bandiera)     |       | Tevfik Kor      |  |      |  |
|    | Turchia (bandiera)     |       | Cem Kulaksız    |  |      |  |
|    | Turchia (bandiera)     |       | Gökhan Otosüren |  |      |  |
|    | Turchia (bandiera)     | C     | Tamer Oyguç     |  | 210  |  |
|    | Turchia (bandiera)     |       | Hakan Özbek     |  |      |  |
|    | Stati Uniti (bandiera) | C     | Larry Richard   |  | 202  |  |
|    | Turchia (bandiera)     |       | Murat Şener     |  |      |  |
|    | Turchia (bandiera)     |       | Serdar Susmuş   |  |      |  |
|    | Turchia (bandiera)     |       | Rüçhan Tamsöz   |  |      |  |
|    | Turchia (bandiera)     | All.  | Mehmet Baturalp |  |      |  |